# Turismo literario
El Turismo literario, o viaje literario, es una  modalidad de turismo cultural que se desarrolla en lugares relacionados con los acontecimientos de los textos de ficción o con las vidas de sus autores. Esto podría incluir seguir la ruta de un personaje de ficción en una novela, visitar los escenarios en que se ambienta una historia o recorrer los sitios vinculados a la biografía de un novelista. 
A los turistas literarios les interesan los lugares que han inspirado un texto, así como los lugares creados por los textos literarios.
Existen guías literarios, mapas literarios, y viajes organizados que pueden resultar de utilidad.
Además de visitar los sitios relacionados con la obra y el autor, los turistas literarios a menudo participan en el llamado turismo de librerías, visitando las librerías locales en busca de libros relacionados tanto con el sitio que se visita como con otras obras y autores de la región.